# Sándor Judit
Sándor Judit (Budapest, 1923. október 10. – Budapest, 2008. október 24.) magyar opera-énekesnő (mezzoszoprán, szoprán) volt. Férje Hárs Ernő költő.

## Életpályája
Édesapja számvevőségi tanácsos volt. A középiskolát a Budapesti Evangélikus Leánygimnáziumban végezte el. Itteni énektanára Kapi-Králik Dezső volt. Először az iskola 1937-es, a kufsteini várbörtönhöz tett kirándulásán énekelt nyilvánosan. Nagy hangsúlyt fektetett a szép magyar beszéd elsajátítására is, ennek köszönhette művészi pályáján kiváló szövegmondását. Rendszeres zenei tanulmányait a gimnázium utolsó éveiben a Fodor Zeneiskolában kezdte Gervay Erzsébet tanítványaként, majd 1941-1948 között a Zeneakadémián tanult K. Durigo Ilona, dr. Molnár Imre és Walter Margit felügyelete alatt. 
Az Operaház 1948-ban szerződtette, az első évadban ösztöndíjasként. 1948. november 13-án debütált Mozart Varázsfuvolájának második hölgyeként. A társulat tagja volt 1978-ig. Szoprán és mezzoszoprán szerepeket egyaránt énekelt, különösképpen Mozart operáiban. 
Oratórium- és dalénekesként is nemzetközi hírnevet szerzett. 1978 után egyre inkább előtérbe került pedagógiai tevékenysége és több nemzetközi énekverseny zsűrijének munkájában vett részt. 
Nagy érdemeket szerzett Arnold Schönberg és Paul Hindemith műveinek tolmácsolójaként.
A jó tanár egy kicsit művész, amikor tudásanyagát előadja, a jó művész pedig oktat, amikor az emberekbe, a közönségbe beleplántálja mindazt a szépet, amit befogadni és átélni érdemes.

## Főbb szerepei
- Beethoven: Fidelio – Leonora
- Mozart: Don Giovanni – Donna Elvira
- Mozart: Figaro házassága – Cherubino
- Mozart: Così fan tutte –  Dorabella
- Strauss: A rózsalovag – Octavian
- Wagner: A walkür – Sieglinde
- Debussy: Pelléas és Mélisande - Mélisande

## Könyvei
- „Szeressétek a gyermekeimet”. Szabó Lőrinc a költő-apa. Budapest, 1982. Móra F. Kiadó ISBN 9631130363
- A zene zarándokútján. Budapest, 2004. Eötvös József Kvk. ISBN 9637338063

## Díjai, elismerései
- Liszt Ferenc-díj (1953)
- Szocialista Munkáért Érdemérem (1959)
- Érdemes művész (1963)
- Bartók Béla–Pásztory Ditta-díj (1992)
- Kossuth-díj (1993)
- A Magyar Állami Operaház Mesterművésze (2004)